# 葉慶增
葉慶增，浙江省寧波府慈谿縣人，清朝政治人物。進士出身。
光緒二年（1876年），參加丙子恩科會試，得貢士第67名。殿試登進士2甲第71名。同年五月（6月3日），著分六部學習。